# 有機リン化合物

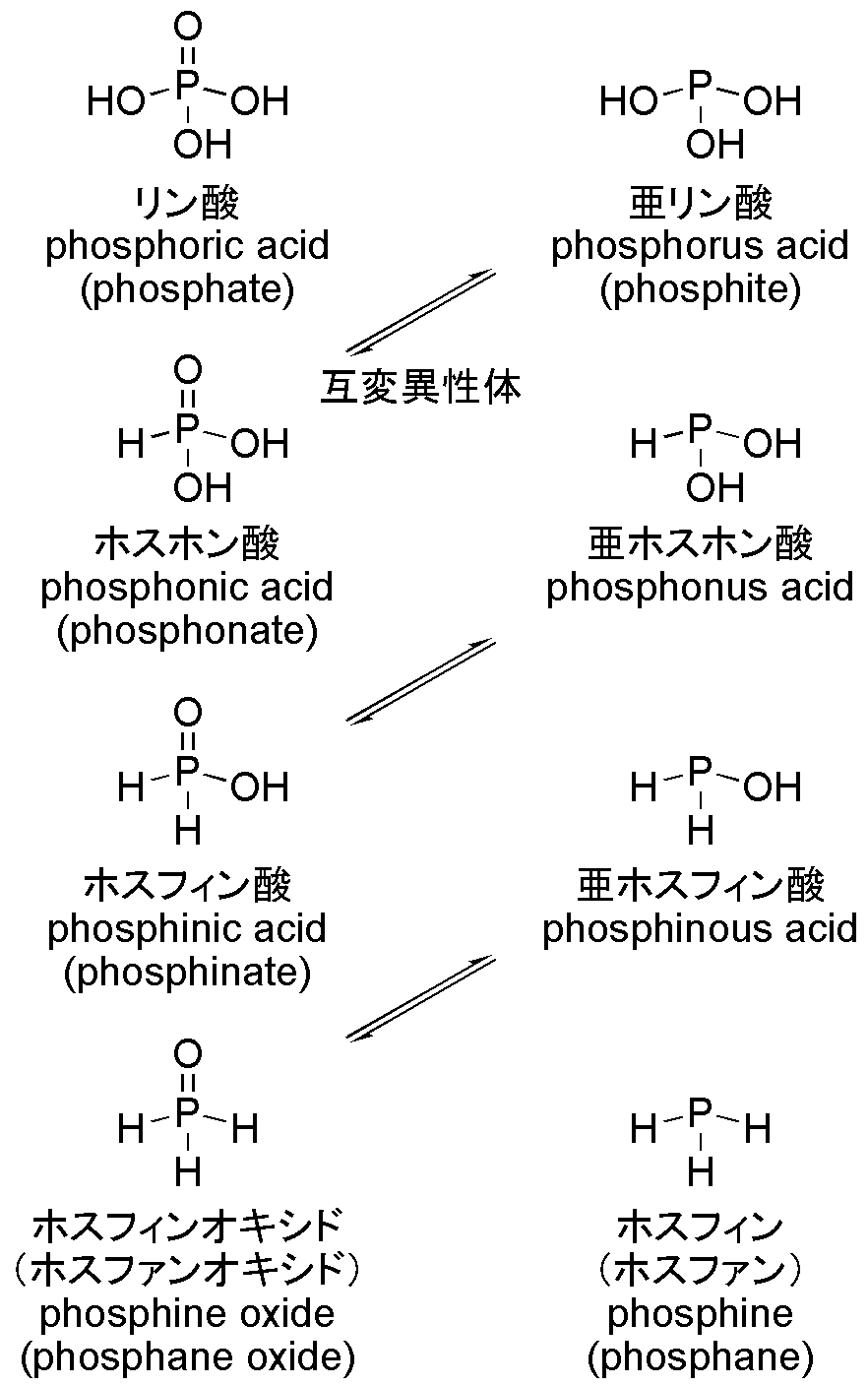
リン酸類およびホスフィンの命名法。互変異性体の関係にあるものは矢印で示した。図に示した構造式中の水素原子を有機置換基で置き換えたものが有機リン化合物と呼ばれる

有機リン化合物（ゆうきリンかごうぶつ、 organophosphorus compound）は炭素−リン結合を含む有機化合物の総称である。リンは窒素と同じく第15族元素であり、それらを含む化合物は共通の性質を持つことが多い。
リンは−3、−1、+1、+3、+5価の原子価をとりうる。一般に符号にかかわらず+3価と−3価の酸化状態を (III) と表すことが多い。IUPAC命名法には配位数 δ と結合数 λ を用いたものがある。この命名法に従えば、ホスフィンは δ3λ3 の化合物となる。
神経系・呼吸器系に対する毒性がある化合物が多いことから第二次世界大戦ごろから殺虫剤として農薬に使われている。「ホス(phos)」が付く農薬はたいてい有機リン剤である（ただしホスゲンは無関係）。また人への神経毒性が高い化合物も多いため、神経ガスとしてサリンなどが開発された。人の中毒症状としては縮瞳が特徴的である。公衆衛生学、労働安全衛生、労働災害では、毒性のある化合物について特に疾病原因や汚染物質として扱う。
また、化学兵器原料となるものも多く、これらの製造・使用・取引にあたり各種の法規制を受ける。

## ホスフィン
ホスフィン類 PR3の親化合物はホスフィン PH3 である。ホスフィン類の原子価は−3価であり(δ3λ3)、単純なアミンのリン類縁体である。トリフェニルホスフィンは有機化学でよく用いられる。
アミンと同様、ホスフィンは三角錐型の構造をとるが、結合角はアミンより小さい。トリメチルホスフィンの C−P−C 結合角は 98.6° であるが、メチル基を tert-ブチル基で置き換えると 109.7° まで増加する。
反転障壁はアミンよりもずっと大きい。そのため異なる3つの置換基を持つホスフィンは光学活性を持つ。一方アミンは容易に立体反転を起こすためラセミ体しか存在しない。
塩基性はアミンより低く、たとえばホスホニウムイオン PH4+ の pKa は −14 であるのに対してアンモニウムイオン NH4+ では 9.21、トリメチルホスホニウムの pKa 8.65 に対しトリメチルアンモニウムは 9.76 であり、トリフェニルホスホニウムの pKa 11.2 に対しトリフェニルアンモニウムは pKa 19 である。
アミンと同じく孤立電子対を持つが性質は異なる。例えばピロールの孤立電子対は非局在化によって C=C 結合を含む共役系を形成するため芳香族性を持つが、同様の構造を持つリン類縁体であるホスホールは、リン上の孤立電子対が非局在化しにくく、芳香族性は弱い。
反応性は求核性があるという点でアミンに類似し、一般式 R4P+ X− で表されるホスホニウム塩をつくる。この性質はアルコールをハロゲン化アルキルに変換するアッペル反応などで利用される。
アミンと異なり、ホスフィンは容易に酸化されてホスフィンオキシドになる。
以下にホスフィンの合成法を示す。
- 有機金属試薬（グリニャール試薬など）によるハロゲン化リンの求核置換反応。
  - {\displaystyle {\ce {R_{\mathit {n}}PCl_{\mathit {m}}\ +{\mathit {m}}\ R'M->R_{\mathit {n}}R'_{\mathit {m}}P\ +{\mathit {m}}\ MCl({\mathit {n}}+{\mathit {m}}=3)}}}
- 金属カリウムなどとホスフィンから合成した金属ホスフィドによる求核置換反応。ハロゲン化アルキルとナトリウムアミドの反応に対応する。
  - {\displaystyle {\ce {R2PM\ + R'Cl -> R2R'P\ + MCl \ (M = Li, Na, K)}}}
- 強塩基存在下（ジメチルスルホキシド中水酸化カリウムなど）でのホスフィンのアルケン、アルキンへの求核付加反応。反応はマルコフニコフ則に従う[3]。反応に用いるホスフィンは赤リンと水酸化カリウムから系中で発生させることもできる。一級ホスフィン (RPH2) および二級ホスフィン (R2PH) をアクリロニトリルなど電子不足のアルケンと反応させる場合には、塩基を必要としない。
  - {\displaystyle {\ce {R2PH\ + R'2C=CR'2 -> R2P-CR'2-CHR'2}}}
  - {\displaystyle {\ce {R2PH\ +R'C\equiv CR'->R2P-CR=CHR'}}}
- アゾビスイソブチロニトリルや有機過酸化物を用いた、ホスフィンのアルキンへのラジカル付加反応。この反応ではアンチマルコフニコフ型の生成物が得られる。
- クロロシランを用いたホスフィンオキシドの還元。

ホスフィンを用いた反応には以下のようなものがある。
- ハロゲン化アルキルとの反応によるホスホニウム塩の生成。
- 還元剤としての利用。
  - シュタウディンガー反応においてアジドをアミンに、光延反応においてアルコールをエステルに変換するのに使われる。これらの反応の過程で、ホスフィンは酸化されてホスフィンオキシドになる。
  - 活性化されたカルボニル基を還元するのにも用いられ、例えば α-ケトエステルの α-ヒドロキシエステルへの還元が知られる[4]。トリメチルホスフィン上の水素原子の移動を含む反応機構が提唱されている（トリフェニルホスフィンは反応しない）。

  - ジアザホスホレンのように、適切な置換基で修飾すると P−H 結合の極性が反転し（極性変換）、このようなホスフィンヒドリドはカルボニル基を還元する。ベンゾフェノンの例を以下に示す[5]。

### 配位子としてのホスフィン
- ホスフィン類はソフトな非共有電子対を持つため、ロジウムやパラジウムなどの遷移金属へのよい配位子となる。これらの錯体は溶液中でも安定なものが多く、有機金属化学の発展に寄与した。たとえばウィルキンソン錯体は均一系での水素化触媒として名高い。
- 近年、ホスフィン配位子を用いて金属触媒の機能を上げる試みが大きな成果を上げている。たとえば軸不斉要素を組み込んだ BINAP は各種の不斉反応に優秀な結果を与え、開発者の野依良治はこれらの成果によってノーベル化学賞を受賞している。また最近ではホスフィン配位子をかさ高く、電子豊富にすることでクロスカップリング反応などにおける反応性が格段に高まることがわかり、有機化学分野で最も進展の著しい領域の一つとなっている。

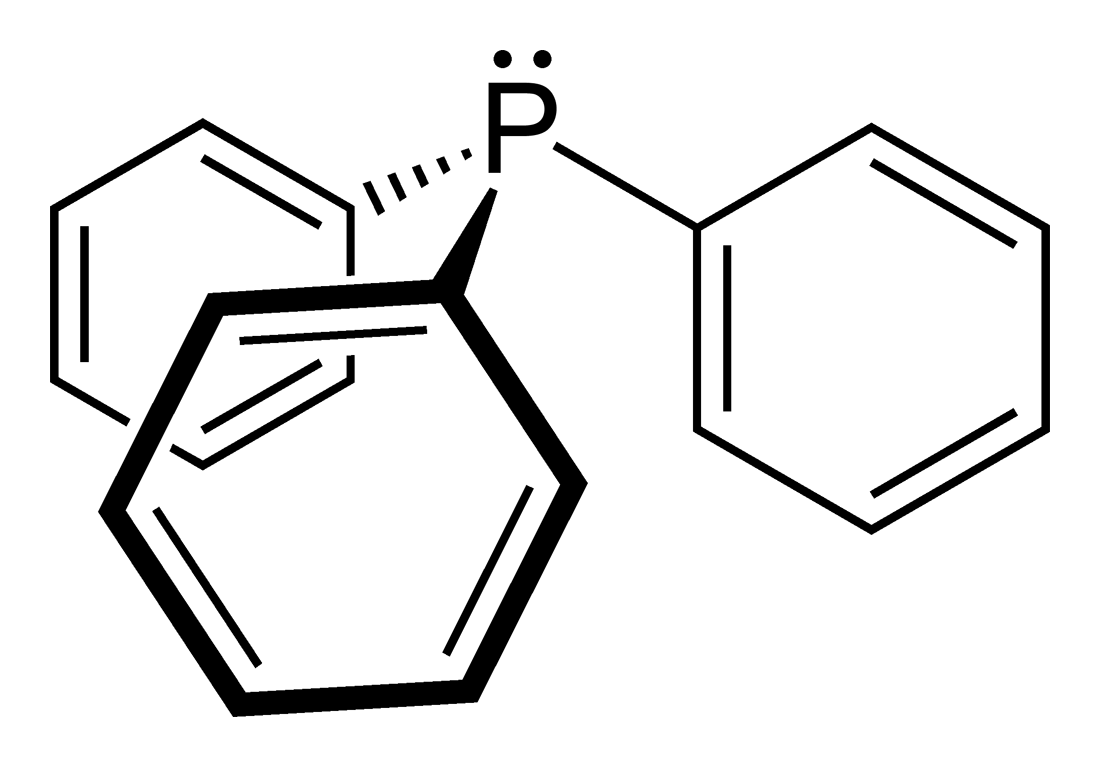
単座ホスフィン配位子の例 (PPh3)
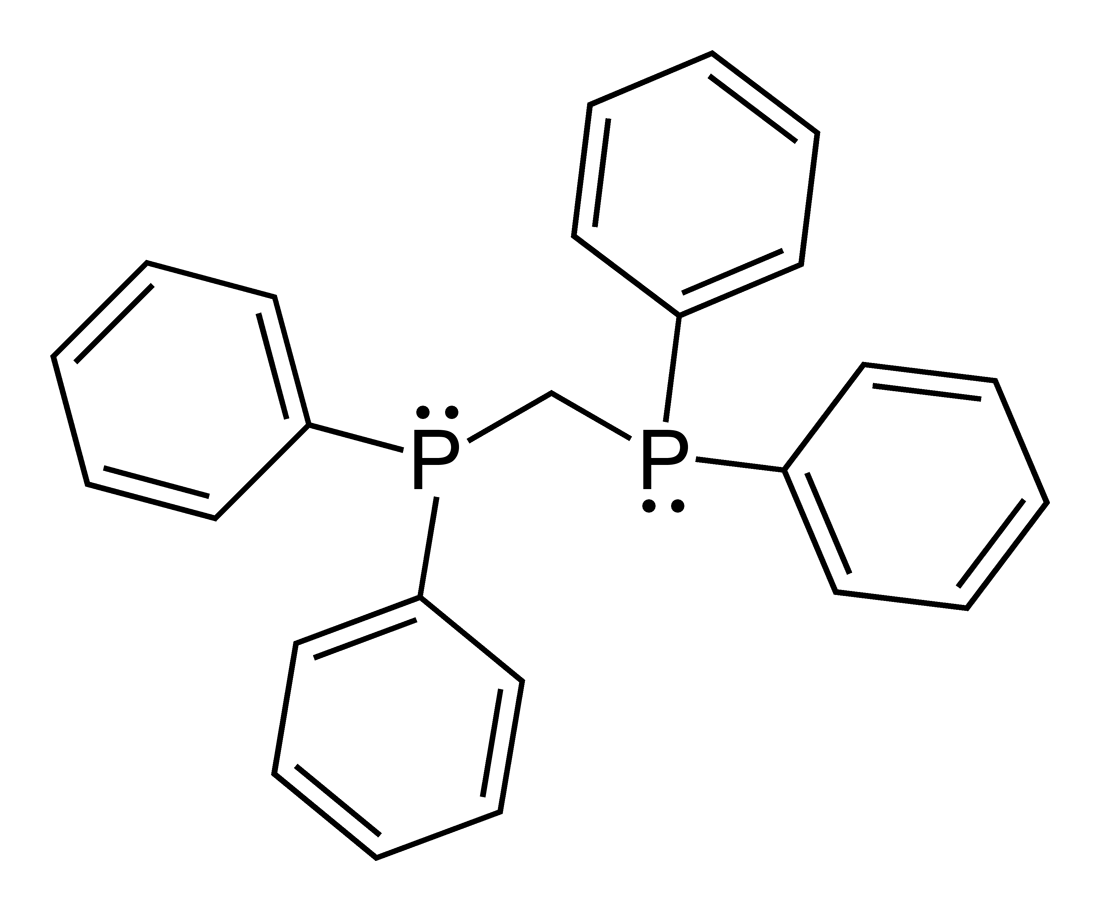
二座ホスフィン配位子の例 (dppm)
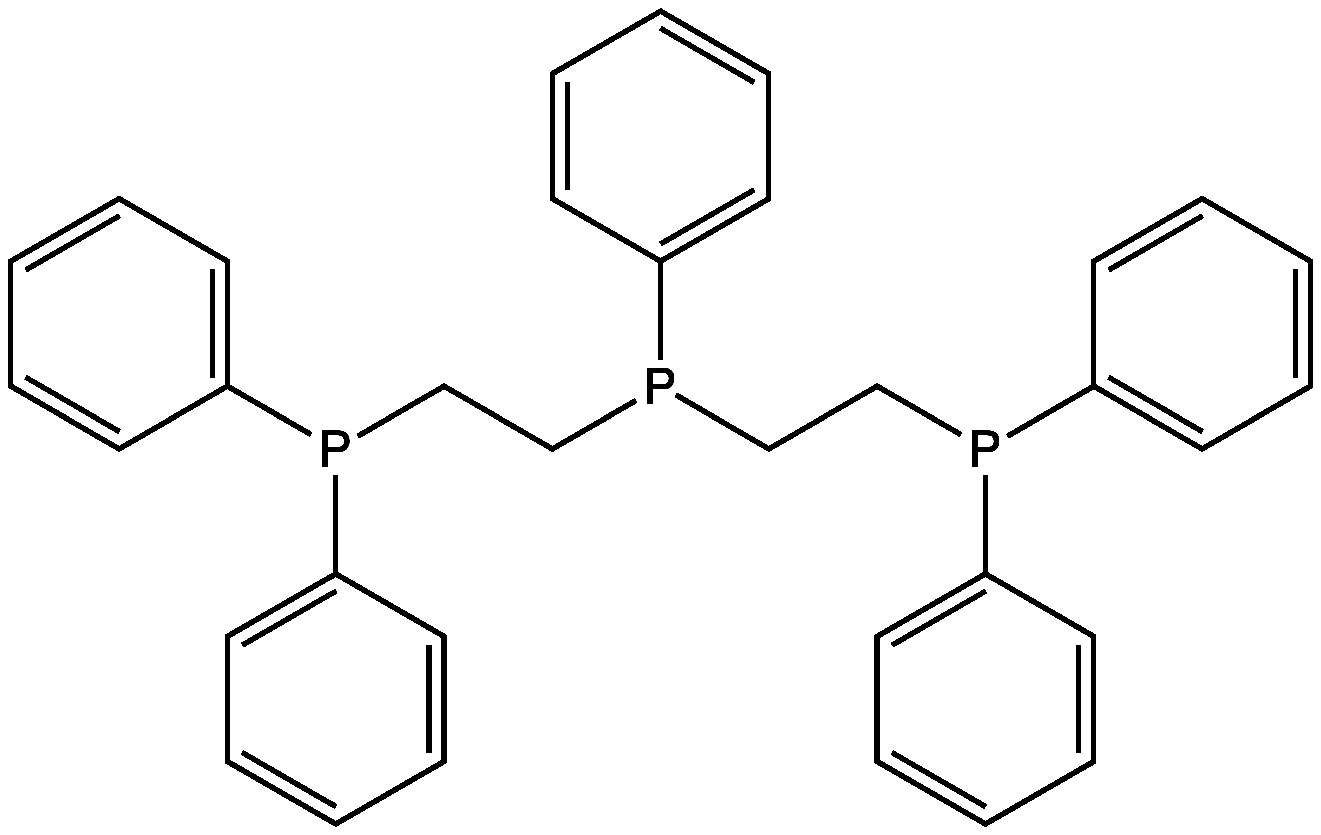
三座ホスフィン配位子の例 (triphos)

## ホスフィンオキシド
ホスフィンオキシド (δ3λ3) は R3P=O で表され、酸化数は −1 である。水素結合により多くは親水性である。P=O 結合はかなり分極しており、例えばトリフェニルホスフィンオキシドの双極子モーメントは 4.51 D である。
リンと酸素の結合は古くから議論の的だった。5価のリンはオクテット則に反しており、昔はアミンオキシドと同じく R3P→O のように配位結合として記述された。酸素の電子対からリンの（窒素には無い）空のd軌道への逆供与による完全な二重結合という説もあったが、P=O 結合は C=C 結合と違って付加反応をしないことを説明できなかった。いまでは計算化学の発達によりイオン性の単結合 P+−O− にかなり近いことがわかっている。結合距離がふつうの単結合より短く強いのはイオン間のクーロン力による。硫酸、リン酸および過塩素酸の結合も強く分極した単結合である。

## ホスホン酸エステル
ホスホン酸エステル（ホスホナート）は一般式 RP(=O)(OR)2 で表される。ホーナー・ワズワース・エモンズ反応やセイファース・ギルバート増炭反応において、カルボニル化合物と反応させる安定化カルボアニオンとして用いられる。多くの工業用途があり、ビスホスホナートは医薬品として用いられる。

## 亜リン酸エステルとリン酸エステル
亜リン酸エステル（ホスファイト）は一般式 P(OR)3 で示され、リンの酸化数は +3 である。パーコー反応 (Perkow reaction) やアルブーゾフ反応に利用される。リン酸エステル（ホスフェート）は一般式 P(=O)(OR)3 で示され、リンの酸化数は +5 である。難燃剤や可塑剤として工業的に重要である。P−C 結合を持たないので、これらは厳密には有機リン化合物には含まれない。

## ホスホラン
ホスホランは −5 の酸化数を持ち (δ5λ5)、親化合物 PH5 はホスホランまたは λ5-ホスファンと呼ばれる。リンイリドは不飽和結合を持つホスホランであり、ウィッティヒ反応などで使われる。

## リンを含む多重結合
リン−炭素二重結合を持つ化合物 (R2C=PR) はホスファアルケン (phosphaalekene)、三重結合を持つもの (RC≡P) はホスファアルキン (phosphaalkyne) と呼ばれる。ホスホリン（ホスファベンゼン）はベンゼン中の炭素1個がリンで置き換えられた構造を持つ化合物である。ホスファアルケンの反応性は多くの場合イミンとは異なり、アルケンと類似する。これはホスファアルケンの最高被占軌道 (HOMO) がリン上の孤立電子対ではなく二重結合にあるためである（イミンでは窒素原子の孤立電子対が HOMO である）。ゆえに、ホスファアルケンはアルケンと同様、ウィッティヒ反応、コープ転位、ディールス・アルダー反応などを起こす。
ベッカー (Becker) らはブルック転位と類似したケト-エノール互変異性を利用し、1974年に最初にホスファアルケンを合成した。
同年、ハロルド・クロトーは (CH3)2PH の熱分解により CH2=PCH3 が生成することを分光学的に示した。
ホスファアルケンの一般的な合成法は適切な前駆体の 1,2-脱離反応を用いるものであり、反応は熱またはジアザビシクロウンデセン (DBU)、DABCO、トリエチルアミンなどの塩基で補助される。
ベッカーが用いた方法は、リン原子を含有するポリフェニレンビニレンの合成にも用いられている。

## 有機リン中毒の解毒剤
プラリドキシムヨウ化メチル（pralidoxime iodide）は、有機リン剤中毒の特異的な解毒剤である。商品名はパム（PAM）、またオキシム剤と呼ばれることもある。化学的にはピリジニウム環にオキシム部位が置換した構造を持つ。
サリンやVXガスの解毒剤として知られているが、本来想定していた用途は、有機リン系の農薬中毒に対してであった。しかし、サリンなどの神経ガスも有機リン剤の一種であるため、効果を発揮する。1995年の地下鉄サリン事件では、日本各地のPAMを新幹線で集め、600人以上の被害者の命を救ったことで、一躍有名となった。
また、アトロピンも有機リン剤中毒等の治療にも用いられ、地下鉄サリン事件での治療にも用いられた。 アメリカ軍では神経ガスに暴露してしまった時にアトロピンを打つ事が規定されており、「各BC兵器のタイプ別の症状をイラスト化した」簡易マニュアルが配布されている。